# Michaelus socigena
Michaelus socigena är en fjärilsart som beskrevs av William Chapman Hewitson 1877. Michaelus socigena ingår i släktet Michaelus och familjen juvelvingar. Inga underarter finns listade i Catalogue of Life.